# 715 هـ
715 هـ هي سنة في التقويم الهجري امتدت مقابلةً في التقويم الميلادي بين سنتي 1315 و1316.

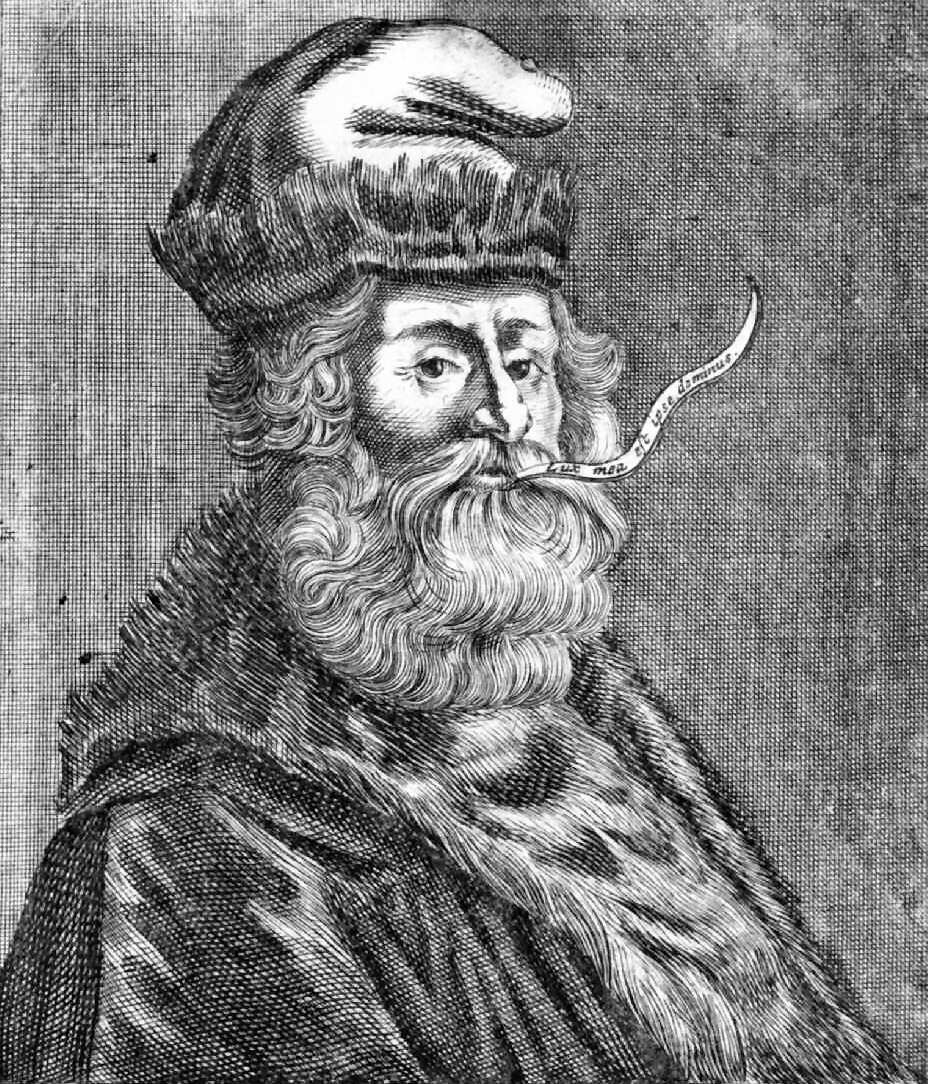
رامون لول

## مواليد
- شمس الدين القونوي

## وفيات
- رامون لول
- ركن الدين الأستراباذي